# كريستيان غوميز (لاعب كرة قدم أرجنتيني)
كريستيان غوميز (بالإسبانية: Cristian Gómez)‏ (4 نوفمبر 1987 برافاييلا في الأرجنتين - 24 مايو 2015 بكورينتس في الأرجنتين) هو لاعب كرة قدم أرجنتيني في مركز الدفاع. لعب مع ديبورتيفو آرمينيو ونادي 9 دي خوليو دي رافاييلا وClub Atlético Paraná ‏ وSportivo Patria ‏.

## وصلات خارجية
- سيزار غوميز على موقع قاعدة بيانات كرة القدم.إي يو (الإنجليزية)
- سيزار غوميز على موقع Soccerway.com (الإنجليزية)